# Grecochipriotas
Los grecochipriotas (en griego: Ελληνοκύπριοι, en turco: Kıbrıs Rumları or Kıbrıs Yunanları) son la población étnica griega de Chipre, que conforma el mayor grupo etnolingüístico de la isla.
El artículo 2 de la constitución chipriota indica en su inciso 1 que «la comunidad griega comprende a todos los ciudadanos de la República que son de origen griego y cuya lengua materna es el griego o que comparten las tradiciones culturales griegas o que son miembros de la Iglesia Ortodoxa Griega».
Según el censo chipriota de 2011, 659.115 personas en el área controlada por la República de Chipre, excluyendo a la población de Chipre del Norte (de mayoría turca y musulmana), se reconocieron como grecochipriotas, representando el 78 % de la población.

## Cultura

### Religión

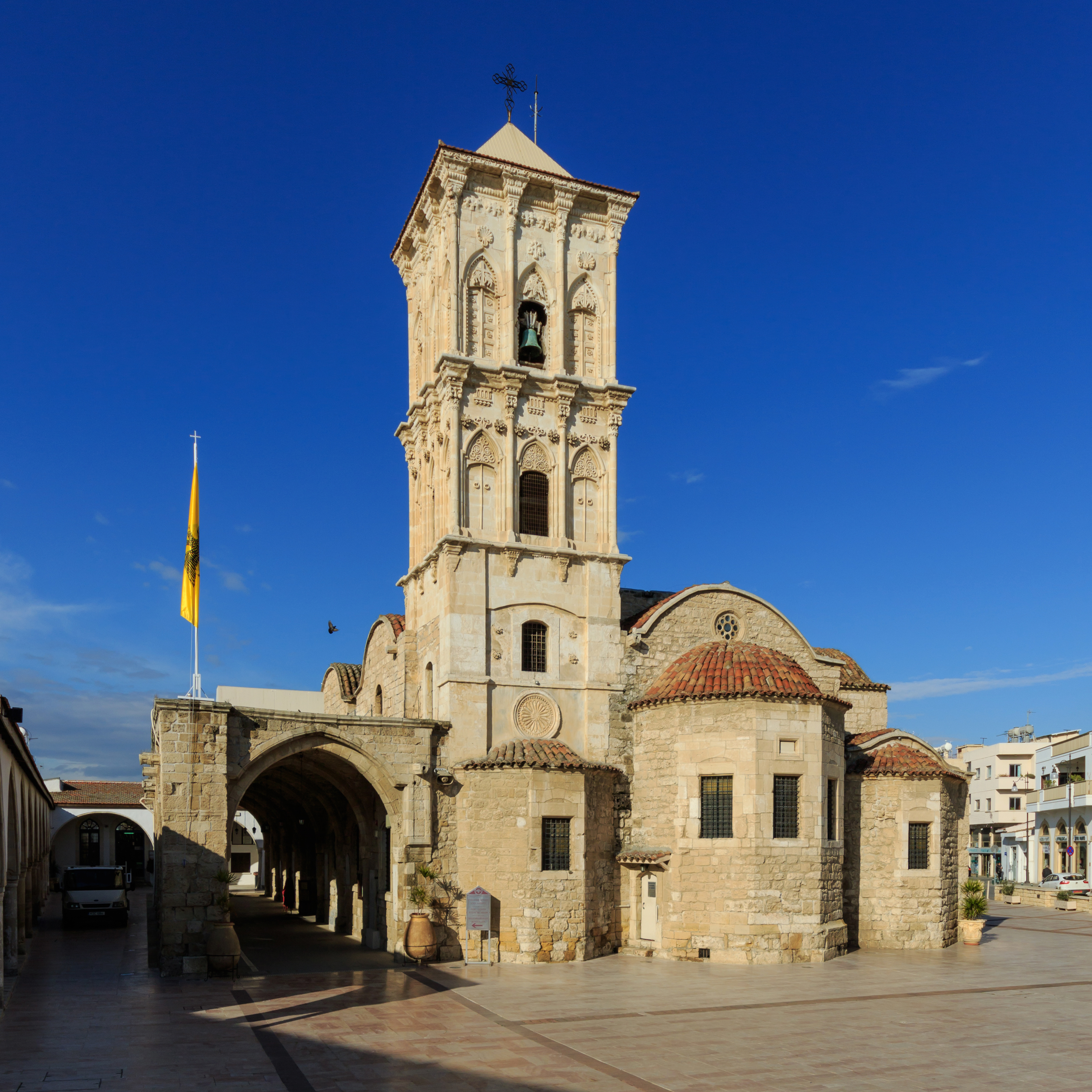
Iglesia de Agios Lazaros en Lárnaca.

Los grecochipriotas son en su mayoría miembros de la Iglesia ortodoxa chipriota, una iglesia ortodoxa griega autocéfala dentro de la comunión más amplia del cristianismo ortodoxo.

### Símbolos e identidad

Bandera utilizada por la República de Chipre y los grecochipriotas.

Bandera de Grecia utilizada por grecochipriotas.

Los símbolos identitarios elementales de la comunidad grecochipriota se ven reflejados en el uso cotidiano de dos banderas, la bandera de la República de Chipre y la bandera de Grecia, siendo ambas muy utilizadas y visibles en la parte sur de la isla controlada por la República de Chipre. En principio la bandera chipriota se diseñó con el objetivo de ser un símbolo neutral y de unión entre ambas comunidades, evitando así el uso de los colores azul y rojo, siendo el azul asociado a Grecia y a la comunidad grecochipriota y el rojo a Turquía y a la comunidad turcochipriota. A pesar de estos esfuerzos, la bandera terminó siendo asociada con la comunidad grecochipriota de la isla. Cabe destacar que el creador de la bandera de Chipre fue İsmet Güney, un ciudadano turcochipriota.

## Diáspora
Además de las comunidades en el Reino Unido, hay grecochipriotas en Australia, Sudáfrica, Grecia, Canadá y los Estados Unidos.